# Edon, Ohio
Edon, Ohio (енгл. Edon) град је у америчкој савезној држави Охајо.

## Демографија
По попису из 2010. године број становника је 834, што је 64 (-7,1%) становника мање него 2000. године.
| Група             | 2000.       | 2010.       |
| Белци             | 886 (98,7%) | 811 (97,2%) |
| Афроамериканци    | 0 (0,0%)    | 1 (0,1%)    |
| Азијати           | 4 (0,4%)    | 2 (0,2%)    |
| Хиспаноамериканци | 3 (0,3%)    | 7 (0,8%)    |
| Укупно            | 898         | 834         |